# 압정

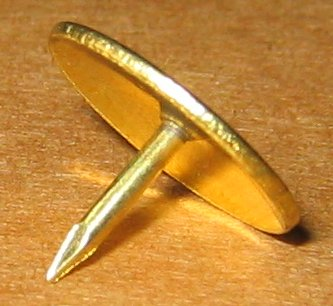

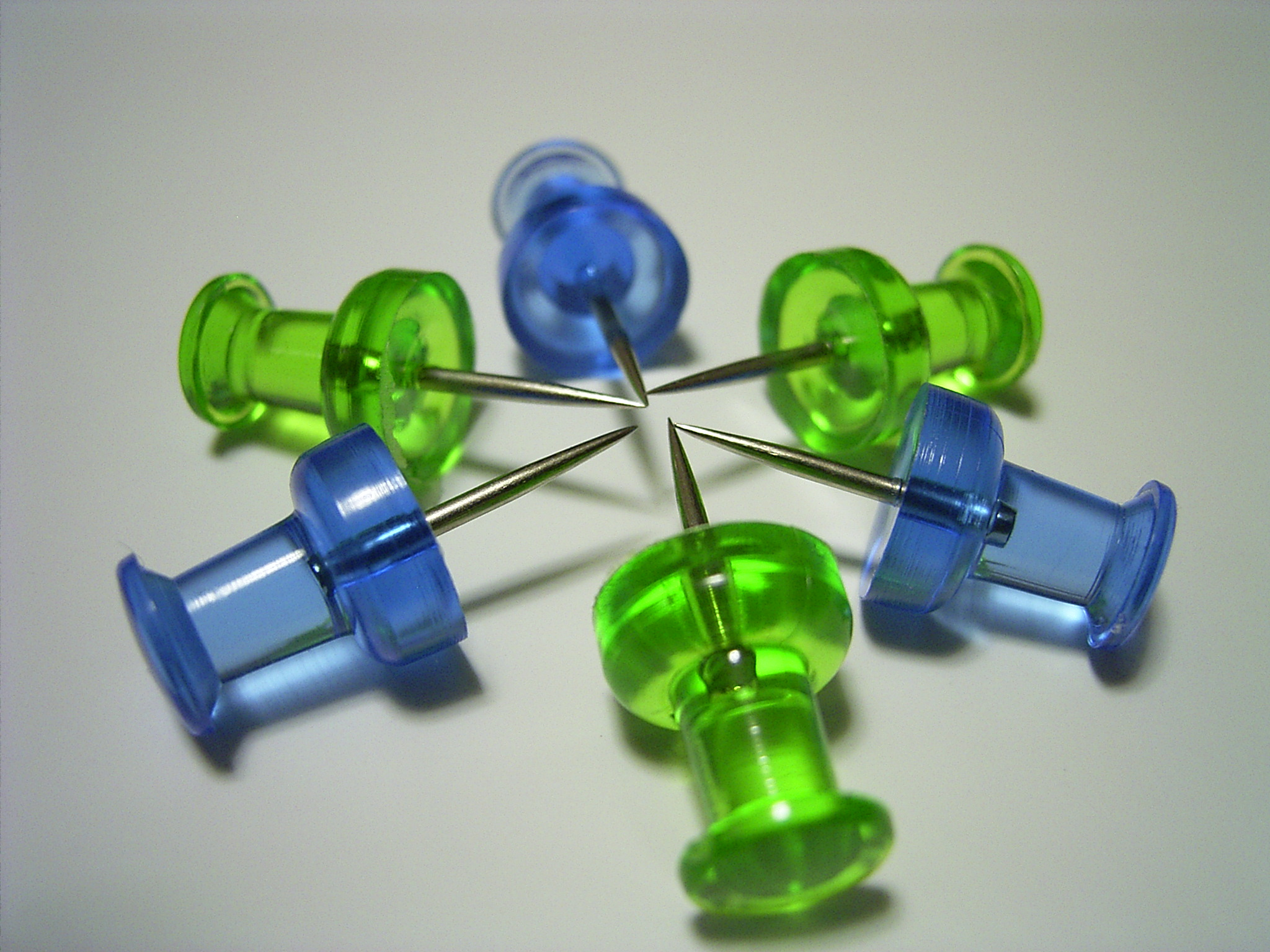

압정(押釘; 문화어: 납작못, 영어: Drawing pin, Push pin) 또는 압핀은 게시물을 벽면에 고정하는 경우 등에 사용되는 금속, 플라스틱 등의 머리 부분에 날카로운 바늘을 설치한 도구이다.

## 압력
|        |        |
| 예시 1 | 예시 2 |

{\displaystyle P={\frac {F}{A}}}
면적(A)이 작고 누르는 힘(F)이 클수록 압력(P)은 커진다.